# Langenau (Tettau)

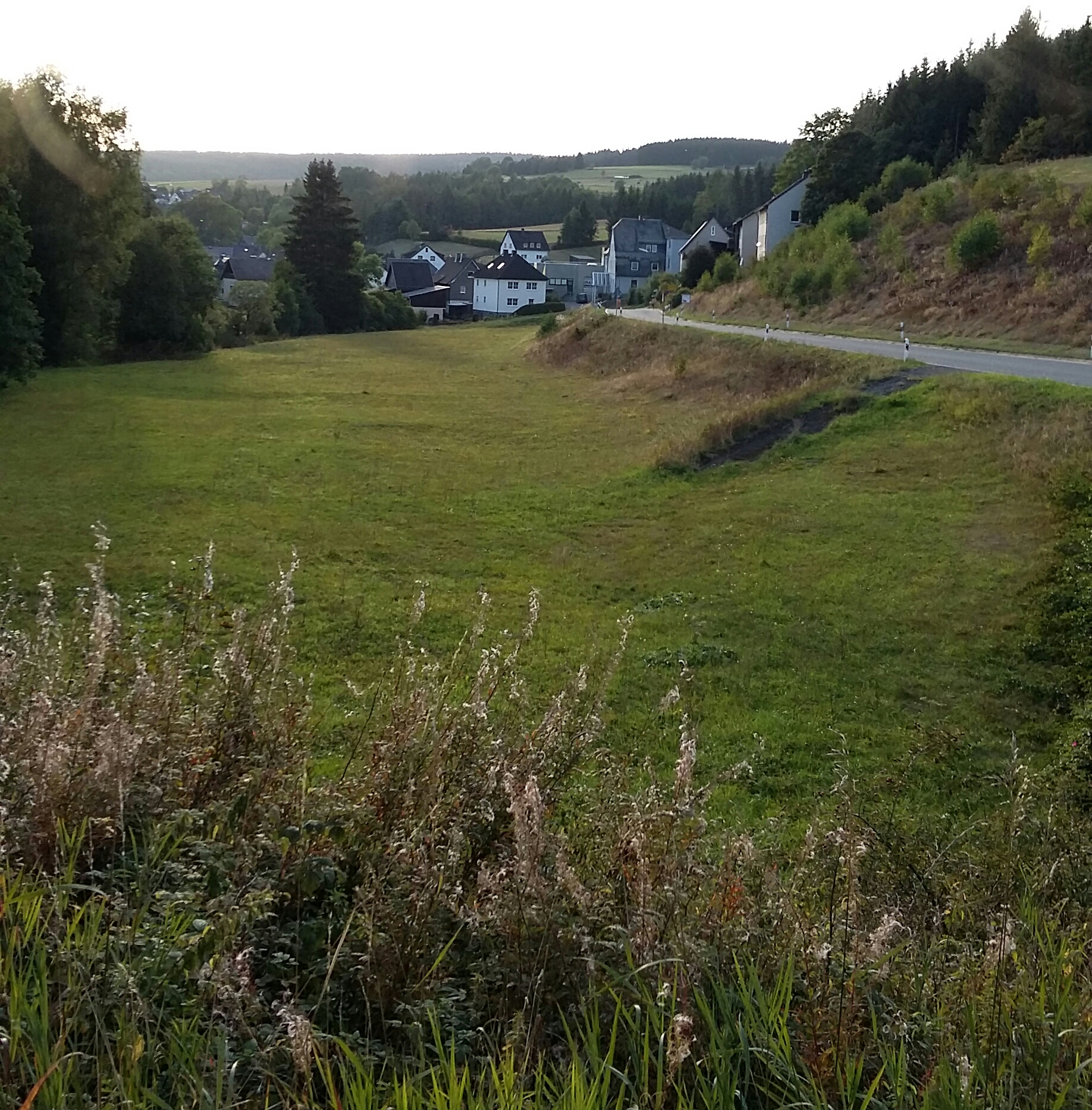
Langenautal von Buchbach/Kehlbach kommend

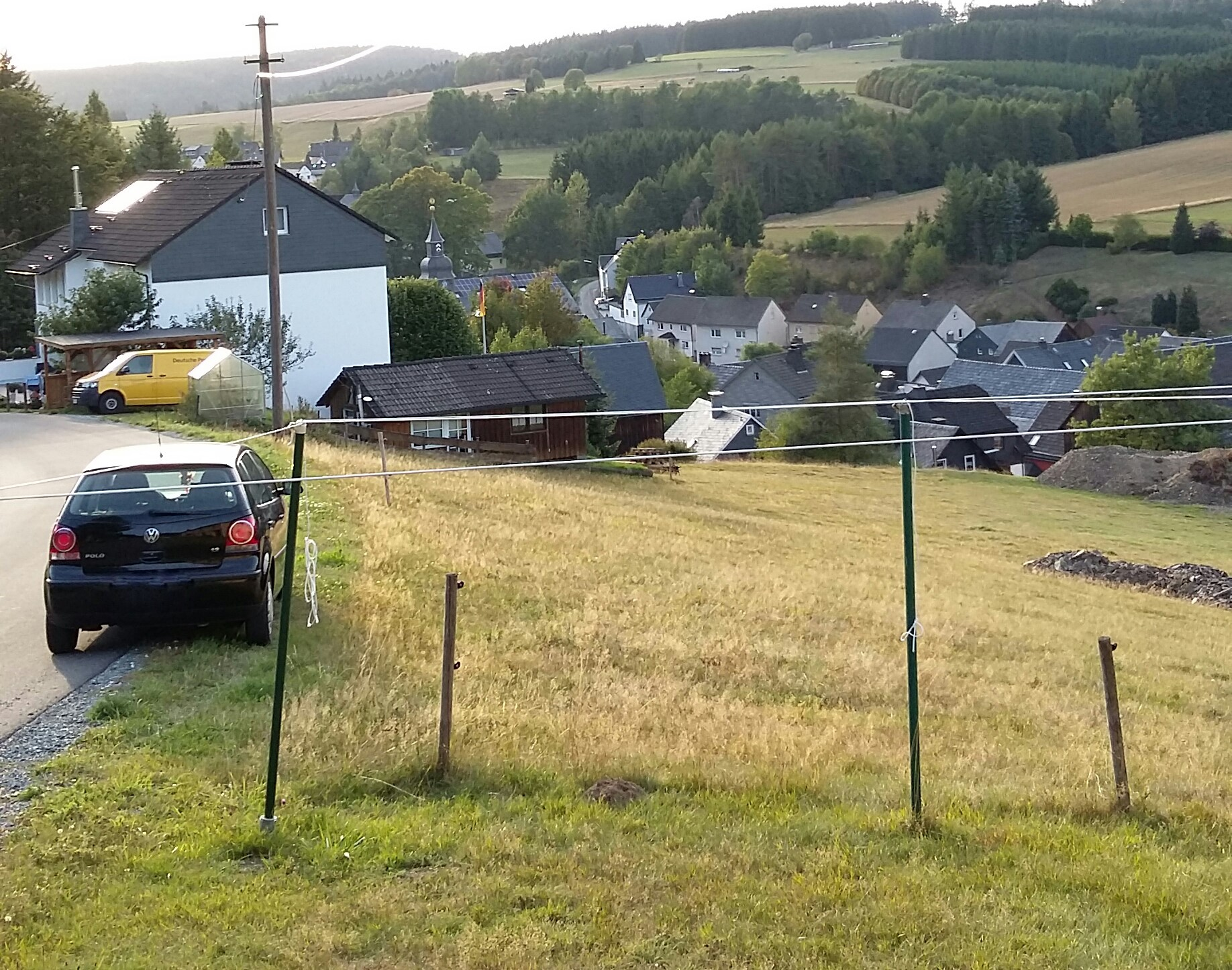
Blick auf Langenau von der Talstation des Skilifts

Langenau ist ein Gemeindeteil des Marktes Tettau im oberfränkischen Landkreis Kronach in Bayern.

## Geographie
Das Pfarrdorf liegt im Naturpark Frankenwald auf einer Höhe von etwa 575 m ü. NHN in einer Talsenke, die von dem Bach Langenau, einem Zufluss der Tettau, durchflossen wird. In der Nähe des Ortes befinden sich die Naturschutzgebiete Bärenbachtal sowie Tettautal und Sattelgrund.
Die Kreisstraße KC 9 führt nach Schauberg zur Staatsstraße 2201 (3,5 km südwestlich) bzw. zur Kreisstraße KC 19 (0,8 km östlich). Eine Gemeindeverbindungsstraße führt nach Sattelgrund zur St 2201 (1,7 km nordwestlich).

## Geschichte
Der Ortsname geht wohl auf den gleichnamigen Bach (zur langen Au) zurück. Die Erstnennung war am 28. Mai 1487. Nach Pleikard Stumpf von 1853 soll der Ort bereits 1413 in einem Kaufbrief erwähnt worden sein.
Gegen Ende des 18. Jahrhunderts gab es in Langenau 52 Anwesen (5 Güter, 5 Halbgüter, 3 Viertelgüter, 2 Gütlein, 4 halbe Gütlein, 6 Viertelgütlein, 3 Tropfhäuser, 24 Häuser, 1 Mahl- und Schneidmühle). Das Hochgericht übte das bayreuthische Amt Lauenstein aus. Die Dorf- und Gemeindeherrschaft sowie die Grundherrschaft über alle Anwesen hatte das Kastenamt Lauenstein. Neben den Wohnanwesen gab es ein Forsthaus, eine Pfarrkirche, ein Pfarrhof, ein Schulhaus und ein Gemeindehirtenhaus.
1792 fiel das Markgraftum Bayreuth mit dem Amt Lauenstein und Langenau an das Königreich Preußen, bevor es durch den Grenz- und Landestauschvertrag vom 30. Juni 1803 in den Besitz des Kurfürstentums Bayern, später Königreich Bayern, überging. Von 1797 bis 1808 unterstand Langenau dem Justiz- und Kammeramt Lauenstein. Mit dem Gemeindeedikt wurde 1808 der Steuerdistrikt Langenau gebildet, zu dem Alexanderhütte, Kleintettau, Sattelgrund bei Tettau, Sattelgrund (Massemühle), Schauberg, Tettaugrund und Wildberg gehörten. Mit dem Zweiten Gemeindeedikt (1818) entstand die Ruralgemeinde Langenau, zu der Sattelgrund (Massemühle) und Schauberg gehörten. Sie war in Verwaltung und Gerichtsbarkeit dem Landgericht Lauenstein zugeordnet (1837 in Landgericht Ludwigsstadt umbenannt) und in der Finanzverwaltung dem Rentamt Lauenstein. 1815 wurde Langenau dem Rentamt Rothenkirchen (1919 in Finanzamt Rothenkirchen umbenannt) überwiesen. Von 1862 bis 1880 und von 1888 bis 1931 gehörte Langenau zum Bezirksamt Teuschnitz, von 1880 bis 1888 und ab 1931 zum Bezirksamt Kronach, 1939 in Landkreis Kronach umbenannt. Die Gerichtsbarkeit blieb beim Landgericht Ludwigsstadt (1879 in das Amtsgericht Ludwigsstadt umgewandelt, das seit 1956 eine Zweigstelle des Amtsgerichts Kronach ist). Die Finanzverwaltung wurde 1929 vom Finanzamt Kronach übernommen. Die Gemeinde hatte 1885 eine Fläche von 16,034 km², die sich vor 1904 auf 9,531 km² und vor 1964 auf 6,890 km² verringerte.
Das 1825 erbaute Schulhaus brannte am 7. November 1861 nieder und wurde 1862 wieder aufgebaut.
Am 1. Mai 1978 wurde Langenau in Tettau eingemeindet.

### Baudenkmäler
- Am Berg 11: Kleinhaus
- Die evangelisch-lutherische Pfarrkirche St. Christophorus, Frankenwaldstraße 7, geht auf eine einfache Holzkirche zurück. 1651 wurde die alte baufällige Kirche abgebrochen. Die Einweihung der neuen Saalkirche war am 13. November 1653. Im 18. Jahrhundert wurde das Satteldach neu errichtet und der gestufte Kirchturm 1732 vollendet. 1755 folgte als Ausstattung ein Kanzelaltar des Bayreuther Bildhauers Johann Gabriel Räntz.[12] Das Gotteshaus hat drei Glocken. Die älteste wurde 1625 von Melchior Moeringk zu Erfurt gegossen.[13]
- Pfarrgasse 2: ehemaliges Pfarrhaus
- Zwei Grenzsteine

### Einwohnerentwicklung
Gemeinde Langenau
| Jahr | Einwohner | Häuser | Quelle |
| ---- | --------- | ------ | ------ |
| 1840 | 591       |        | [ 14 ] |
| 1852 | 626       |        | [ 14 ] |
| 1855 | 591       |        | [ 14 ] |
| 1861 | 609       |        | [ 15 ] |
| 1867 | 600       |        | [ 16 ] |
| 1871 | 620       | 64     | [ 17 ] |
| 1875 | 627       |        | [ 18 ] |
| 1880 | 655       |        | [ 19 ] |
| 1885 | 661       | 86     | [ 8 ]  |
| 1890 | 643       | 91     | [ 20 ] |
| 1895 | 595       |        | [ 14 ] |
| 1900 | 636       | 92     | [ 9 ]  |

| Jahr | Einwohner | Häuser | Quelle |
| ---- | --------- | ------ | ------ |
| 1905 | 663       |        | [ 14 ] |
| 1910 | 705       |        | [ 21 ] |
| 1919 | 661       |        | [ 14 ] |
| 1925 | 678       | 99     | [ 22 ] |
| 1933 | 674       |        | [ 23 ] |
| 1939 | 600       |        | [ 23 ] |
| 1946 | 653       |        | [ 23 ] |
| 1950 | 723       | 104    | [ 24 ] |
| 1952 | 756       |        | [ 23 ] |
| 1961 | 733       | 144    | [ 10 ] |
| 1970 | 707       |        | [ 25 ] |

Pfarrdorf Langenau
| Jahr      | 001801 | 001818 | 001861 | 001871 | 001885 | 001900 | 001925 | 001950 | 001961 | 001970 | 001987 |
| Einwohner | 346    | 360    | 518    | 508    | 514    | 477    | 543    | 556    | 503    | 469    | 391    |
| Häuser    | 56     | 63     |        |        | 81     | 79     | 77     | 88     | 105    |        | 117    |
| Quelle    | [ 26 ] | [ 7 ]  | [ 15 ] | [ 17 ] | [ 8 ]  | [ 9 ]  | [ 22 ] | [ 24 ] | [ 10 ] | [ 25 ] | [ 1 ]  |

### Wappen
Die Wappenbeschreibung lautet: „In Silber eine gestürzte, eingeschweifte rote Spitze, belegt mit drei im Dreifuß gestellten goldenen Schlüsseln mit rechts gewendeten Bärten.“ Dabei verweisen die drei Schlüssel auf das Wappen der Herren von Heimburg, deren Spross Jakob von Heimburg 1480 zusammen mit Philipp von Seldeneck die Herrschaft Lauenstein erwarb, zu der seit 1427 Langenau gehörte, und 1496 den bis heute bestehenden Langenauer Gemeindewald stiftete. Die Hintergrundfarben Rot und Silber haben ihren Ursprung im Wappen der Herren von Thüna, die von 1506 bis 1622 die Burgherren Lauensteins waren.

## Religion
Langenau ist seit der Reformation evangelisch-lutherisch geprägt. Mit dem Bau einer einfachen Holzkirche im Jahr 1567 erhielt der Ort eine eigene Pfarrei. 1871 waren nur drei Prozent der Bevölkerung katholisch, 1925 waren es bereits sieben Prozent. Sie wurden zunächst von der Pfarrei St. Nikolaus in Windheim betreut. Seit den 1960er Jahren ist St. Laurentius (Buchbach) für die Katholiken zuständig.

## Wirtschaft
Größter Arbeitgeber in Langenau ist die Heinz Plastics Böhm GmbH mit rund 100 Mitarbeitern (Stand: 2018). Das Unternehmen wurde 1980 als Böhm Kunststofftechnik GmbH gegründet und 2011 von der Heinz Plastics Group, einer Tochtergesellschaft der Kleintettauer Heinz-Glas & Plastics Group, erworben. Es produziert Kunststoffbehälter sowie Kunststoffverschlüsse für Glas- und Kunststoffflakons.

## Persönlichkeiten
- Christian Müller (1900–1963), in Langenau geborener Politiker, Mitglied des Bayerischen Landtags